# Sarkad
Sarkad là một thành phố thuộc hạt Békés, Hungary. Thành phố này có diện tích 125,57 km², dân số năm 2010 là 10262 người, mật độ 82 người/km².